# Ulrich Janzen
Ulrich Janzen (* 8. Oktober 1930 in Bergen auf Rügen) ist ein deutscher Politiker der SPD.
Janzen ist von Beruf Maurer und Architekt. Er trat 1989 der SPD bei. Von 1990 bis 1994 war Janzen Mitglied des Deutschen Bundestages. Er wurde über die Landesliste Mecklenburg-Vorpommern gewählt.